# مسجد سوسای
مسجد سوسای (انگلیسی: Susay Mosque) یک مسجد قدیمی و یک بنای تاریخی است که در روستای سوسای شهرستان قبه و در کشور جمهوری آذربایجان واقع شده است.
این مسجد بنا بر ابلاغیه شماره ۱۳۲ کابینه وزیران جمهوری آذربایجان در تاریخ ۲ اوت ۲۰۰۱، در فهرست آثار تاریخی و فرهنگی مهم بومی قرار گرفت.